# Marian Smoczkiewicz
Marian Edmund Smoczkiewicz (ur. 12 kwietnia 1937 roku w Poznaniu) – polski chirurg, profesor doktor habilitowany. Kierownik Kliniki Chirurgii Ogólnej i Gastroenterologicznej Uniwersytetu Medycznego w Poznaniu w latach 1990–1995, pionier zabiegów laparoskopowych w Polsce.

## Wykształcenie i działalność naukowa
Jest absolwentem I Liceum Ogólnokształcącego im. Karola Marcinkowskiego w Poznaniu. Maturę zdał w 1954 roku. Dyplom lekarza w Akademii Medycznej w Poznaniu uzyskał 30 listopada 1960 roku.
Specjalizację uzyskał na Uniwersytecie Medycznym w Poznaniu. Pierwszy stopień z chirurgii ogólnej 1965, drugi stopień z chirurgii ogólnej 1970.
Stopnie naukowe:
- Doktor nauk medycznych – kwiecień 1969
- Doktor habilitowany – marzec1983
- Profesor nauk medycznych – nadany przez Prezydenta 15 lutego 1996.
Opublikował 140 prac naukowych w Polsce i za granicą.

## Przebieg pracy zawodowej
W latach 1960–1963 pracował jako asystent w Zakładzie Mikrobiologii Lekarskiej Akademii Medycznej w Poznaniu.
Od roku 1963 do 1988 zajmował kolejne stanowiska: od asystenta do stopnia adiunkta w Klinice Chirurgii Ogólnej i Gastroenterologicznej Uniwersytetu Medycznego w Poznaniu. Po habilitacji, przez dwa lata (1988-1990), pracował na stanowisku docenta w tej samej Klinice.
W 1990 roku, przez pięć lat pełnił funkcję kierownika Kliniki Chirurgii Ogólnej i Gastroenterologicznej Akademii Medycznej w Poznaniu. W tym czasie (15-16 maja 1991 roku) wykonano pierwsze w Polsce zabiegi usunięcia pęcherzyka żółciowego techniką  laparoskopową.
Profesor Marian Smoczkiewicz należy do pionierów zaawansowanych zabiegów laparoskopowych: takich jak zabiegi na drogach żółciowych, nadnerczach i jelita grubego. (Polski Przeg. Chir. 2015,87,7,680-683).
Od 1960 roku, aż do przejścia na emeryturę pracował również za granicą.
Członek Akademickiego Klubu Obywatelskiego im. Prezydenta Lecha Kaczyńskiego w Poznaniu. Wszedł w skład komitetu wspierającego kandydaturę Karola Nawrockiego na prezydenta RP w wyborach w 2025.

### Praca i zagraniczne szkolenia
- Senior registrar na oddziale chirurgii szpitala uniwersyteckiego w Galway – Irlandia 1974-75.
- Instytut Urologii w Londynie, dwutygodniowy kurs transplantacji nerek, marzec 1976.
- Wyjazdy jako profesor wizytujący do USA, Uniwersytety Minneapolis, Los Angeles, New York 1979, 1992, 1993.
- Kierownik Oddziału Chirurgii i dyrektor Polskiego Zespołu Medycznego w Dernie, Libia, 1984 -1986.
- Konsultant – ordynator oddziału chirurgii szpitala Rashid w Dubaiu w Zjednoczonych Emiratach Arabskich i członek Wydziału Medycznego dla dziewcząt filii Uniwersytetu Kairskiego, 1989 -1990.
- Konsultant Oddziału Chirurgii Szpitala Portiuncula w Ballinasloe w Irlandii[6]. Szpital stanowił bazę szkoleniową dla wydziału medycznego Uniwersytetu w Galway 2006 – 2009.

W roku 2009 przeszedł na emeryturę.

## Przynależność do towarzystw naukowych
- Polskie Towarzystwo Chirurgiczne, b. członek Zarządu Głównego
- International Society of Surgery
- International Gastro-Surgical Club
- European Society for Surgical Research
- European Society for Surgical Oncology
- European Association of Video-Surgery – delegat krajowy.

Organizator, kierownik naukowy wielu zjazdów i konferencji naukowych w Polsce jak również aktywny i zapraszany wykładowca na konferencjach zagranicznych.
Przedmiot zainteresowania: chirurgia przewodu pokarmowego (żołądek, jelito cienkie i grube, odbytnica), wątroba, drogi żółciowe, trzustka, tarczyca, nadnercza, otyłość, chirurgia mini-inwazyjna.

## Życie prywatne
Rodzice: ojciec adwokat Marian Smoczkiewicz, zamordowany przez Niemców, w 1939 roku w Bydgoszczy. Matka: prof. dr hab. Maria Aleksandra Smoczkiewiczowa, z domu Ewert – Krzemieniewska, chemik. Żonaty od 1965 roku, z Jadwigą z domu Sagan, mają czworo dzieci.